# ترارسانی (ژنتیک)
ترارسانی یا ترنسداکشن (Transduction) فرآیندی است که طی آن دی‌ان‌ای بیرونی توسط یک ویروس یا ناقل ویروسی به سلول وارد می‌شود. نمونه‌ای از آن، انتقال دی‌ان‌ای از یک باکتری به باکتری دیگر و از این رو نمونه‌ای از انتقال افقی ژن است. ترارسانی نیازی به تماس فیزیکی بین سلول دهندهٔ دی‌ان‌ای و سلول دریافت‌کنندهٔ دی‌ان‌ای (که به‌صورت هم‌یوغی باکتریایی اتفاق می‌افتد) ندارد و به دئوکسی‌ریبونوکلئاز مقاوم است (تراریختی به دئوکسی‌ریبونوکلئاز حساس است). ترارسانی ابزار رایجی است که توسط زیست‌شناسان مولکولی برای وارد کردن پایدار یک ژن بیرونی به ژنوم سلول میزبان (سلول‌های باکتری و پستانداران) استفاده می‌شود.

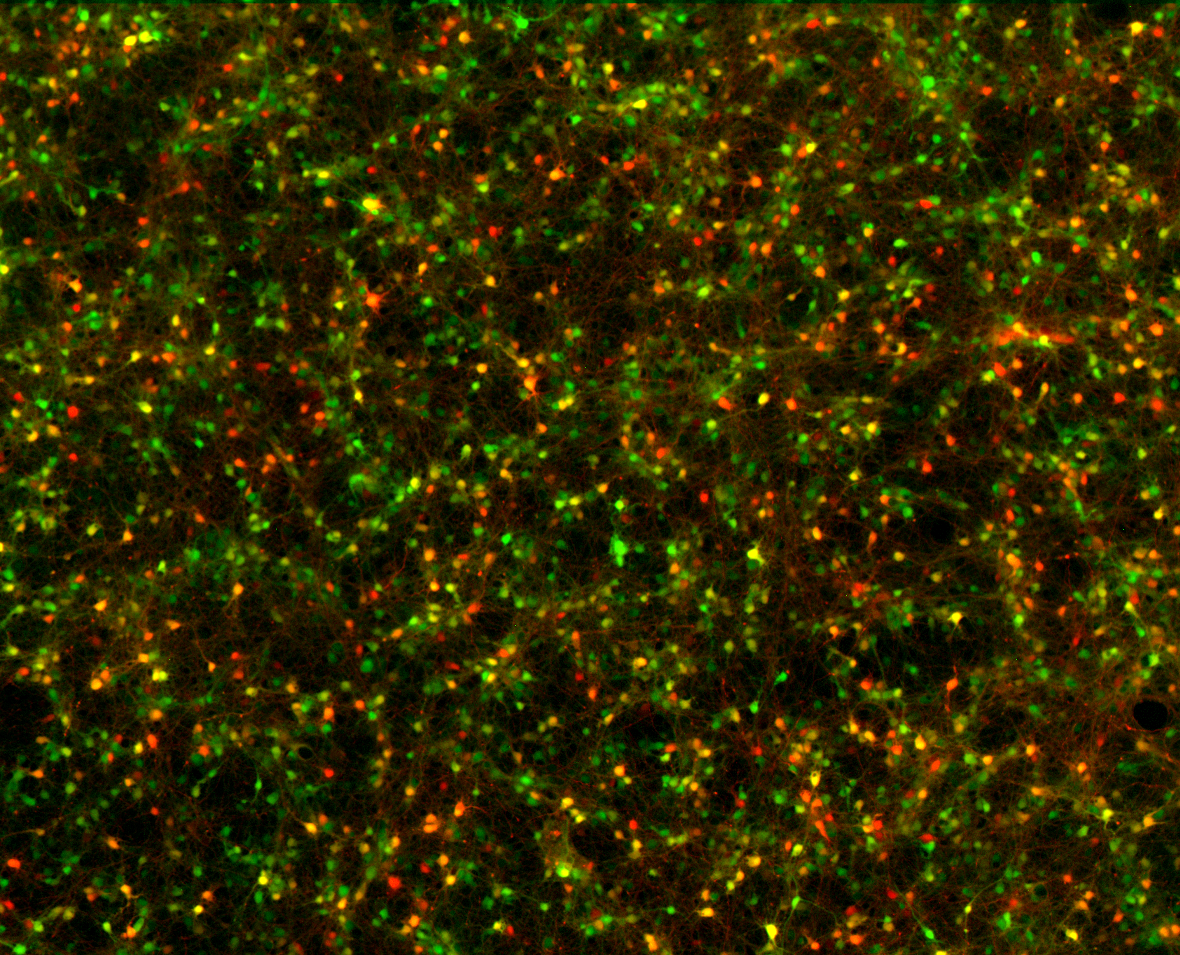
سلول‌های عصبی موش، پروتئین‌های فلورسنت قرمز و سبز را پس از انتقال ویروسی با دو ویروس مصنوعی مرتبط با آدنوویروس بیان می‌کنند.

ترارسانی با ناقل‌های ویروسی می‌تواند برای وارد کردن یا اصلاح ژن‌ها در سلول‌های پستانداران استفاده شود. اغلب به‌عنوان ابزاری در تحقیقات پایه استفاده می‌شود و به‌طور فعال به‌عنوان ابزاری بالقوه برای ژن‌درمانی مورد تحقیق قرار می‌گیرد.

## کاربردهای پزشکی
- ژن‌درمانی: اصلاح بیماری‌های ژنتیکی با اصلاح مستقیم خطای ژنتیکی.